# NEWSチバ
『NEWSチバ』（ニュースチバ）は、千葉テレビ放送（チバテレ）にて2010年3月29日から2021年3月28日に放送されていたローカル報道番組の総称である。
本稿では、2021年3月29日よりタイトル変更などのリニューアル実施後の『newsチバ』（ニュースチバ、大文字と小文字が異なる）についても説明する。

## 概要

### NEWSチバ
2010年3月28日まで放送されていた夕方のニュース番組『ニュースChiba』と夜のニュース番組『ニュースChiba21』をリニューアルする形で開始した。『ニュースChiba』は『NEWSチバ600』に、『ニュースChiba21』は『NEWSチバ930』と変更になった。なお、数字の「600」「930」は読まない。
『ニュースChiba21』は30分番組（木曜日は『ビジネススタイル』、金曜日は『創価学会天気予報』放送の為25分番組）だったが、『NEWSチバ930』は月曜 - 金曜まで25分番組で統一され、放送時間も21:30-21:55と30分遅いスタートとなった。これに伴い、『ビジネススタイル』及び『創価学会天気予報』は21:55-22:00に放送時間を変更し、月曜～水曜の21:55-22:00はちば美彩（5分版）を放送する（現在は『ちば美彩2』）。なお、以前21:30に放送されたバラエティ番組などは21:00に移動し、事実上の枠交換となった。
また、『NEWSチバ600』は基本的に10分番組だが、2010年10月9日より土曜のみ5分番組となった。日曜は当初は9分番組であったが、2011年6月5日より5分番組となった。
2014年4月からは、平日の『NEWSチバ600』が15分番組にリニューアルされる。
2019年4月に大幅なリニューアルを行い、金曜夕方は『NEWSチバFUSION』（ニュースチバ フュージョン）にタイトルを変更し、15分拡大して放送される。

### newsチバ
2021年4月からは、平日昼間帯にもニュース枠が新設されることになった。これにあわせ、全てのニュースについて、タイトルを『newsチバ』に統一し、平日夕方も15分枠に統一することになった（実質的に、金曜夕方の『FUSION』の廃止となる）。
2025年4月改編で、平日18時台について10分枠拡大し、18:25分までの25分間の放送となる。

## 放送時間

### NEWSチバ600
- 月曜 - 金曜 18:00 - 18:25
- 土曜・日曜 18:00 - 18:05

2019年3月までは金曜もこの枠で放送。
2011年7月以降は、千葉銀行の一社提供。2011年3月の東日本大震災以前の月曜 - 土曜は東京電力の一社提供であり、日曜はスポンサーなしだった（震災後2011年6月までは、全曜日スポンサーなしで、ACジャパンやチバテレ各番組のCMに差し替え）。2021年の『newsチバ』以降は平日に限り、千葉銀行を含めた複数社提供で、土日は引き続き千葉銀行一社提供となっている。
2010年4月3日 - 10月2日まで、土曜は『熱血BO-SO TV』に内包した10分枠（18:00頃 - 18:10頃）だったが、10月9日より独立した番組に戻り、5分番組に短縮された。日曜は2010年4月4日 - 2011年5月29日は9分番組（スポンサーなしのため、その分1分遅くスタートする）だったが、6月5日より5分番組に短縮された。
2012年10月の番組改編に伴い、土曜はこれまでの18:25開始を18:00開始に改め、土曜と日曜が同じ時間になった。また、2013年4月には930と同時にセットがリニューアルした。
前述の通り、2025年4月1日からの平日は、10分拡大した18:25までの放送となる。
カラオケ大賞21のスペシャル版が再放送された際には，当番組は時間が繰り下げて放送される。

### NEWSチバFUSION
- 金曜 18:00 - 18:30

### NEWSチバ930
- 月曜 - 金曜 21:30 - 21:55

火曜 - 木曜に限り、『マリーンズナイター』の延長時には22:00 - 22:25に放送時間が繰り下がる。この際、22時台前半の番組は休止となる。また、年末年始編成で韓流ドラマを放送する場合にも22:00 - 22:25に放送時間が繰り下がる場合がある。
2011年3月-4月にかけては、東日本大震災関連報道の為、日によっては時間延長して放送することがあった。前後の枠（東名阪ネット6共同制作番組再放送枠やゴルフ番組枠）を中止して、21:00開始ないし22:30・23:00終了で放送した日があった。
2012年4月より、『マリーンズナイター』中継日（雨天中止を含む）にはマルチチャンネル方式で放送され、サブチャンネル（032ch）で試合中継が行われている場合はメインチャンネル（031ch）にてSD画質で放送されるが、試合が早く終わった場合ならびに試合中止により中継がなくなった場合はサブチャンネルでもメインチャンネルと同じSD画質のまま放送が行われる。2013年4月には600と同時にセットがリニューアルした（キャスターの後ろにモニターが設置されているセット）。
2022年10月17日から21日放送分は同期間中に行われる「ぐんぐんチバテレSDGsWEEK」の一環として、チバテレミライチャンネルにおいて、東日本のテレビ局では初めてとなる生字幕放送が行われた。

### newsチバ
- 月曜 - 金曜 15:25 - 15:30
この枠のみ、スポンサーなし。
2021年5月6日 - 28日は、チバテレ ミライチャンネル（サブチャンネル）で、『チバミライチャンネル』枠内の17:00 - 17:05に再放送されていた。
- 月曜 - 金曜 18:00 - 18:15
- 土曜・日曜 18:00 - 18:05
旧『NEWSチバ600』『NEWSチバFUSION』に相当。引き続き、千葉銀行の一社提供。
- 月曜 - 金曜 21:30 - 21:55
旧『NEWSチバ930』に相当。

## 出演者

### 現在のキャスター
- 駒井亜由美（2020年4月 - ）（チバテレアナウンサー、オールウェーブ・アソシエツ所属）
- 岸波香桜（2024年4月 - ）（チバテレアナウンサー、オールウェーブ・アソシエツ所属）
- 木村仁美（2025年4月3日 - ）（チバテレアナウンサー、ニチエンプロダクション所属）

月曜から金曜は、その日の15:25台・18時台（旧「600」）・21:30台（旧「930」）共に同じキャスターが担当する。平日については、特に決まったローテーションはない。2024年4月より、久々に土日もチバテレアナウンサーが担当しているが、原則として翌月曜・火曜の『ちば朝ライブ モーニングこんぱす』を担当するキャスターが土日を担当し、その後月火と『ちば朝ライブ モーニングこんぱす』を担当する。

#### 過去の対応
2011年3月25日までの21時台は、メインキャスターの宮地とチバテレアナウンサー1名の2名体制だった。
土曜については2011年10月（後述する川角の降板後）から2013年5月まで、土曜は『熱血BO-SO TV』のレギュラー出演者（谷岡→木村）が担当しており、ニュースの最後に「この後は『熱血BO-SO TV』です」と番宣を行っていた。2013年6月からは木村の『熱血BO-SO TV』降板に伴い、他のアナウンサーも土曜に担当するようになり、「この後は『熱血BO-SO TV』です」のコメントは木村以外のアナウンサーも一時期行っていた。
日曜は2011年10月以降（後述する川角の降板後）は特に決まったローテーションはない（2011年10月 - 2012年3月までは木村で固定されていた）。日曜深夜（23:30 - 24:00）に選挙特番がある場合は、日曜のキャスターが選挙特番のキャスターも務める（そのため、2010年4月 - 2011年3月の選挙特番は坂口、2011年4月 - 2011年9月の選挙特番は川角、2011年10月以降はチバテレアナウンサーが担当している）。
なお、2024年3月までは、朝の情報番組（『ハピはぴ・モーニング〜ハピモ〜』、『ちば朝ライブ モーニングこんぱす』）にMCとして出演したアナウンサーは、前日およびその日の当番組には出演せず、別のアナウンサーが担当すしていた。
2016年1月から3月までは、前月に中山が退職してチバテレアナウンサーが2名になったため、土日については2011年9月に後述する川角の降板後久々に、チバテレアナウンサー以外が担当することになった。月 - 金（祝日の場合も含む）はチバテレアナウンサーが担当し、土日はかつて『朝まるJUST』『ハピはぴ・モーニング〜ハピモ〜』内の交通情報を担当していた、千葉県内にある「ボイスコーポレーション」のMCが日替わりで担当することになった。また、これを機に土曜の「この後は『熱血BO-SO TV』です」のコメントも復活している（後に『熱血BO-SO TV』は2020年3月に終了）。2016年5月に大角の入社が決まったことから、2016年4月からは再度土日もチバテレアナウンサーが担当することになった。しかし2017年12月からは、川角以来久々となる土日専属制度が復活した。2024年4月からは再度、土日もチバテレアナウンサーが担当する。

### コメンテーター
平日21:30台にのみ出演。コメンテーターには、千葉県内の大学所属・または千葉県在住である、千葉県に縁のある教授が主に出演している。当番組の他に、チバテレでの国政選挙特番やそれに関する討論番組にも出演している。2020年4月からは大幅に出演が減少し、金曜のみの状態となっている。
- 関谷昇（千葉大学大学院社会科学研究院教授、2011年4月 - 現在）
出演開始当初は、千葉大学法経学部所属であったが、法経学部自体が2014年に改組され現在の法政経学部となる。後に、大学院社会科学研究院教授となる。また、出演開始当初は准教授であったが、2016年4月に教授に就任している。出演開始当初より月曜・木曜出演を継続していたが、2019年4月からは後述する桂の後任として、金曜に異動となった。

関谷が出演しない場合は、城西国際大学よりいずれかが出演する（概ね月1回程度）。
- 飯倉章（城西国際大学国際人文学部教授、2011年4月 - 現在）
2011年4月のコメンテーター制開始当初より、水曜のみに概ね月2回程度出演していた。
- 中川正臣（城西国際大学国際人文学部准教授、2019年頃 - 現在）
- 鈴木明子[8]（城西国際大学看護学部教授、2019年頃 - 現在）

### 過去の出演者
肩書きや所属大学などは、放送当時のものを記載。

#### キャスター
- 宮地麻理子（NEWSチバ930のメインキャスター、2010年3月29日 - 2011年3月25日）
- 坂口千夏（NEWSチバ600の土・日曜担当、2010年4月 - 2011年3月）
- 川角きみの（NEWSチバ600の土曜・日曜担当、2011年4月 - 2011年9月）
- 谷岡恵里子（チバテレアナウンサー、2010年4月 - 2012年3月31日）[9]
- 笠井さやか（チバテレアナウンサー、2010年4月 - 2013年3月22日）[9]
- 石田浩子（チバテレアナウンサー、2012年4月2日[10] - 2013年3月）[9]
- 木村佳那子（チバテレアナウンサー、2011年10月3日 - 2015年3月27日）
- 西田朱里（チバテレアナウンサー、2013年4月 - 2015年9月30日）
- 中山京子（チバテレアナウンサー、2014年4月 - 2015年12月28日）
- 村山絢香（チバテレアナウンサー、2015年4月 - 2017年12月）
- 小倉星羅（チバテレアナウンサー、2015年10月 - 2019年9月）（2016年1月-3月は、月-金のみ担当）
- ボイスコーポレーション所属のMC（NEWSチバ600の土・日曜担当、2016年1月 - 3月）
  - 成宮千晴（かつて、後述する朝の番組の交通情報担当として出演経験あり）
  - 佐瀬由美子
  - 一条紗蓉
- 鈴木麻夏（NEWSチバ600の土曜・日曜担当、2017年12月 - 2020年3月）
- 大角茉里（チバテレアナウンサー、2016年5月 - 2020年4月24日）
- 坂本奈津美（NEWSチバ600→newsチバの土曜・日曜担当、2020年4月 - 2021年12月）
- 竹内里奈（チバテレアナウンサー、2018年1月 - 2022年3月25日）
- 阿部真澄（チバテレアナウンサー、2021年7月 - 2022年4月26日）
- 大鋸友紀（チバテレアナウンサー、2022年1月 - 2024年3月28日） ※2022年1月8日 - 3月27日まではフリーとして土日担当。3月29日からはチバテレアナウンサーとして平日担当。チバテレアナウンサー就任後も2023年4月29日・30日に土日を担当したことがある。
- 泉水はる佳（チバテレアナウンサー、2019年9月 - 2021年6月24日、2022年5月2日 - 2024年3月29日） ※2021年7月 - 2022年4月は産休・育休
- 釜井美由紀（土曜・日曜担当、2022年4月 - 2024年3月31日）※平日も、2022年8月9日・10日に担当したことがある。
- 関根苑子（チバテレアナウンサー、2024年4月 - 2025年3月28日）

#### コメンテーター
肩書きはいずれも、出演当時のものを記載している。
- 堂下浩（火曜不定期、2011年4月 - 2014年3月、東京情報大学総合情報学部情報ビジネス学科准教授）
- 森田朗（金曜、2011年4月 - 2014年3月、学習院大学法学部教授[11]・元千葉大学法経学部教授）
- 福嶋浩彦（金曜、2015年4月 - 2016年1月、中央学院大学教授・元我孫子市長）
2016年1月に、同年に予定されている参議院選挙に、鳥取県・島根県選挙区に無所属で出馬を表明したため降板[12]。
- 桂右女助（金曜、2017年2月 - 2019年3月、落語家・2017年当時千葉大学学生）
番組初となる、大学教授以外のコメンテーター。
- 小林至（江戸川大学教授・元千葉ロッテマリーンズ選手、2016年8月 - 2020年）
2017年1月までは金曜担当であったが、2月以降は不定期出演。2020年より桜美林大学教授となり、当番組には出演しなくなった。
- 明石要一（千葉大学名誉教授・千葉敬愛短期大学学長、2015年4月 - 2020年）
- 小野正芳[13]（千葉経済大学経済学部教授、2015年9月 - 2020年）
- 宮崎伸光（法政大学法学部教授・千葉県地方自治研究センター理事長・千葉市在住、2014年4月 - 2020年）
2014年4月-2015年3月に金曜コメンテーターとして出演。後述する福嶋の降板後は2016年6月まで週替わりのコメンテーターだったが、2016年7月のみレギュラーコメンテーターとして復帰。その他不定期出演あり。2020年7月16日に逝去[14]。